# Catspaw Glacier
Catspaw Glacier är en glaciär i Antarktis. Den ligger i Östantarktis. Nya Zeeland gör anspråk på området. Catspaw Glacier ligger 745 meter över havet.
Terrängen runt Catspaw Glacier är bergig åt sydväst, men åt nordost är den kuperad. Trakten är obefolkad. Det finns inga samhällen i närheten. 